# Sanislău
Sanislău (węg. Szaniszló) – wieś w Rumunii, w okręgu Satu Mare, w gminie Sanislău. W 2011 roku liczyła 3033 mieszkańców. 